# Vinjoy
Vinjoy (Asturisch Vinxói) ist ein Weiler/Dorf in der Gemeinde Vegadeo der autonomen Region Asturien in Spanien.

## Geographie
Vinjoy hat 33 Einwohner (2020) auf einer Fläche von 27,87 km². Die nächste größere Ortschaft ist Vegadeo, der 10,2 km entfernte Hauptort der gleichnamigen Gemeinde. Das Dorf gehört zu dem Parroquia Meredo.

## Verkehrsanbindung
Von Vegadeo auf die AS-11 Abfahrt Meredo nach Vinjoy aus erreichbar.

## Klima
Angenehm milde Sommer mit ebenfalls milden, selten strengen Wintern. In den Hochlagen können die Winter durchaus streng werden.

## Sehenswürdigkeiten
- Kapelle San Antonio de Vinjoy
- Reserva Natural Parcial de la Ría del Eo (Naturpark)